# Rob & Big
Rob & Big è un reality show statunitense che segue le vite dello skateboarder professionista e attore Rob Dyrdek e del suo migliore amico e guardia del corpo Christopher "Big Black" Boykin. È stato trasmesso su MTV dal 4 novembre 2006 al 15 aprile 2008.

## Trama
La maggior parte degli episodi segue la vita di tutti i giorni di Rob e Big, mentre si cimentano in diverse attività, come stabilire un record mondiale, far esorcizzare la casa, allenarsi con lo skatebord, ecc. Durante lo show, acquistano due animali, un cavallo melanesiano a pelo corto chiamato Mini Horse e un bulldog chiamato Meaty.
Boykin ha battuto due Guinness World Record nello show per aver mangiato il maggior numero di ciambelle in meno di tre minuti e per aver sbucciato e mangiato più banane in un minuto.

## Cast

### Principale

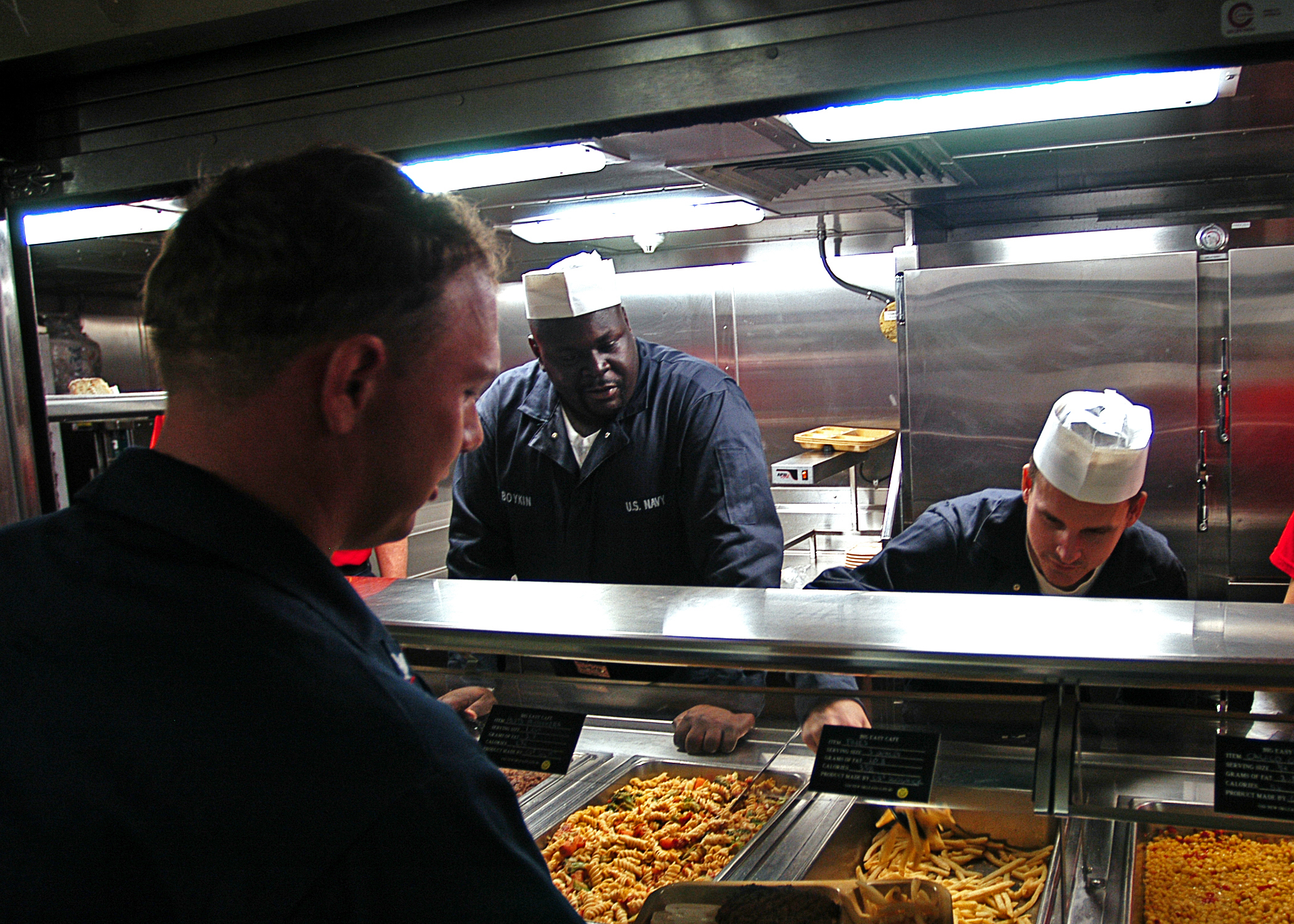
Rob & Big a bordo della USS New Orleans (LPD-18) durante le riprese di un episodio nel 2007

- Rob Dyrdek - skateboarder professionista
- Christopher "Big Black" Boykin - guardia del corpo e migliore amico di Rob
- Christopher "Drama" Pfaff - cugino e assistente di Rob
- Rashawn "Bam Bam" Davis - seconda guardia del corpo

## Episodi
| Stagione         | Episodi | Prima TV originale | Prima TV in italiano |
| ---------------- | ------- | ------------------ | -------------------- |
| Prima stagione   | 8       | 2006               |                      |
| Seconda stagione | 8       | 2007               |                      |
| Terza stagione   | 15      | 2008               |                      |